# Balongdowo (Candi)
Balongdowo is een bestuurslaag in het regentschap Sidoarjo van de provincie Oost-Java, Indonesië. Balongdowo telt 5770 inwoners (volkstelling 2010).